# Северна Йен
Северна Йен (на китайски: 北燕; на пинин: Bĕiyàn) е държава в Източна Азия, едно от Шестнайсетте царства, съществувало от 407 до 436 година в североизточната част на днешен Китай.
Северна Йен възниква през 407 година, когато Гао Юн сваля управляващия Късна Йен Мужун, а малко по-късно властта е взета от китайската фамилия Фън. Владетелите на Северна Йен използват титлата император. През 436 година Северна Йен е унищожена от Северна Уей, като източните области са завзети от Когурьо.

## Владетели на Северна Йен
| Име | Име     | Управление |
| --- | ------- | ---------- |
| 1   | Гао Юн  | 407-409    |
| 2   | Фън Ба  | 409-430    |
| 3   | Фън Хун | 430-436    |